# Bilu (treinador)
Virgílio Pinto de Oliveira, mais conhecido como Bilú (Santos, 24 de junho de 1900 - Santos, 4 de janeiro de 1965) foi um futebolista e treinador de futebol brasileiro.
Atuando como defensor, ficou conhecido como “Rei do Carrinho”.
Era sobrinho do primeiro presidente do Santos FC, Sizino Patusca e primo dos futebolistas Ary, Ararê e Araken Patusca.

## Carreira

### Jogador
Ingressou no clube como jogador das equipes inferiores e chegou ao time principal em 1919.
O bom futebol praticado por Bilú foi reconhecido e valeu-lhe convocações para a Seleção Paulista.
Em 1920, agrediu o árbitro Eduardo Taurisano e foi suspenso pela Associação Paulista de Esportes Atléticos (APEA), que organizava o futebol paulista.
Fez parte da brilhante equipe do Santos de 1927, que ficou conhecida pelo “ataque dos 100 gols”.
Em 1929, ano de novo vice-campeonato do Peixe, Bilu não atuou em nenhuma partida. Em setembro daquele ano, ao lado de Siriri, atuou em um festival pelo Sul -América FC, equipe filiada a LAF, entidade opositora da APEA, a qual o Santos era ligado e foram suspensos por 6 meses pelo clube. Apenas em novembro, ambos tiveram as suspensões canceladas. Depois da readmissão, Bilu entraria em campo como atleta somente mais uma vez, em 13 de abril de 1930, diante do CS América, em jogo válido pelo Campeonato Paulista.
Ao todo, vestiu a camisa do Santos em 195 partidas, no período de 1919 a 1930.
No ano seguinte, prosseguiu representando o Peixe, porém como árbitro. Em tempos de futebol amador, os clubes eram responsáveis pela arbitragem de seus jogos e cada agremiação indicavam de três a quatro apitadores.

### Treinador
No final de 1933, tornou-se Secretário no próprio Santos. Em 1935 foi convidado para atuar como técnico do quadro principal, cargo que ocupou sem qualquer tipo de remuneração.
Sua grande conquista no comando da equipe foi a conquista do primeiro título de campeão paulista em 1935. Ficou no clube até 1937 e depois teve uma rápida passagem em 1945. Foram 105 partidas com ele à frente da equipe santista.
Depois da experiência no campo, assumiu funções administrativas e chegou a ser vice-presidente do clube, em uma das gestões de Athiê Jorge Coury.

## Títulos

### Jogador
Santos
- Campeão Torneio Início (APEA): 1928

### Treinador
Santos
- Campeonato Paulista: 1935